# Пуштунская Википедия
Пуштунская Википедия (пушту پښتو ويکيپېډيا‎) — раздел Википедии на языке пушту, основанный в январе 2003 года.

## Статистика
По состоянию на 16:45 (UTC) 10 июля 2025 года раздел содержит 20 522 статьи, занимая по этому параметру 132-е место среди всех языковых разделов.
В разделе зарегистрировано 36 212 участников, трое из них имеют статус администратора; 56 участников совершили какие-либо действия за последние 30 дней; общее число правок за время существования раздела составляет 352 653.
Данный раздел использует принцип добросовестного использования (fair use). В настоящее время общее количество загруженных в раздел файлов составляет 1815.

## Хронология развития
| Год          | Кол-во статей |
| ------------ | ------------- |
| февраль 2006 | 100           |
| февраль 2009 | 1000          |
| февраль 2014 | 5000          |